# Norman Foster Ramsey
Norman Foster Ramsey (Washington, 27. kolovoza 1915. – Wayland, Massachusetts, 4. studenog 2011.), američki fizičar. Diplomirao matematiku (1935.) na Sveučilištu Columbia u New Yorku te potom na Cambridgeu, gdje je doktorirao fiziku 1954. Već 1949. usavršio je metodu proučavanja strukture atoma njihovim propuštanjem kroz dva odvojena oscilirajuća elektromagnetska polja. Za razvoj te metode (ionska stupica) dobio je 1989., s H. G. Dehmeltom i W. Paulom, Nobelovu nagradu za fiziku.

## Ionska stupica
Ionska stupica je uređaj kojim se ioni mogu zadržati u određenom prostoru unutar elektromagnetskog polja. Vrijeme zadržavanja, prema vrsti i namjeni stupice, može varirati od nekoliko sekundi do više dana. Najvažnija je primjena kao analizatora u masenoj spektrometriji, te kod ionskih pumpi za postizanje visokog i ultravisokog vakuuma do 10–9 Pa. 

## Atomski sat
Atomski sat na bazi cezija je sat koji koristi elektromagnetsko zračenje, koje nastaje kod prijelaza između dviju hiperfinih razina osnovnog stanja atoma cezija-133 na temperaturi od 0 K. Prvi atomski sat je napravljen 1955. u Velikoj Britaniji. Od tada, njegova izrada je toliko napredovala, da se smatra jednim od najpreciznijih uređaja, koje je čovjek napravio u svojoj povijesti. Najnovija generacija atomskih satova ima najveću grešku od 1 sekunde u 30 milijuna godina.
Atomski sat je najtočniji sat na svijetu. On čak preciznije mjeri vrijeme od rotacije Zemlje i kretanja zvijezda. Bez njega ne bi bio izvodljiv ni GPS (Global Positioning System), navigacija bi bila otežana, položaji planeta ne bi se mogli određivati tako precizno, ne bi bilo moguće tako precizno planiranje svemirskih letova.
I atomski i običan mehanički sat za mjerenje vremena koriste titranje ili osciliranje, ali kod atomskog sata je ono određeno masom jezgre atoma i silom gravitacije, te elektrostatičkom "oprugom" između pozitivnog naboja jezgre i elektronskog oblaka.